# هوواری
هوواری (به فنلاندی: Huuvari) یک منطقهٔ مسکونی در فنلاند است که در آسکولا واقع شده‌است.